# Sportlife

Logo van Sportlife

Sportlife is een bekend kauwgommerk uit Nederland dat zowel in Nederland als in België wordt verkocht. Sportlife bestaat sinds 1981, is afkomstig van de Maple Leaf-kauwgomfabriek en wordt sinds 2003 in Sneek geproduceerd. Sportlife is bekend geworden door de introductie van de blister- of doordrukverpakking.
Van 1986 tot 1990 was Sportlife sponsor van de Amsterdamse basketbalclub Sportlife Canadians.
Sinds 2011 verkoopt Sportlife enkel muntkauwgom. Jaarlijks brengt het een 'limited edition'-smaak uit. Dit waren 'BlackMint' in 2015 en 'LemonMint' in 2016. In 2017 volgde 'ColaMint'.
Niet alle soorten zijn geschikt voor veganisten.